# Лікуріч (комуна)
Лікуріч (рум. Licurici) — комуна у повіті Горж в Румунії. До складу комуни входять такі села (дані про населення за 2002 рік):
- Лікуріч (676 осіб)
- Негрень (710 осіб)
- Тотя (879 осіб)
- Фрумушей (349 осіб)

Комуна розташована на відстані 202 км на захід від Бухареста, 30 км на південний схід від Тиргу-Жіу, 68 км на північ від Крайови.

## Населення
За даними перепису населення 2002 року у комуні проживали 2614 осіб. Усі жителі комуни рідною мовою назвали румунську.
Національний склад населення комуни:
| Національність   | Кількість осіб | Відсоток |
| ---------------- | -------------- | -------- |
| румуни           | 2612           | 99,9%    |
| угорці           | 1              | < 0,1%   |
| росіяни-липовани | 1              | < 0,1%   |

Склад населення комуни за віросповіданням:
| Релігія       | Кількість осіб | Відсоток |
| ------------- | -------------- | -------- |
| православні   | 2605           | 99,7%    |
| п'ятдесятники | 9              | 0,3%     |